# André Derrien
André Louis Marie Derrien (Quimper, 31 de julho de 1895 — Fouesnant, 4 de abril de 1994) foi um velejador francês, campeão olímpico. Ele competiu nos Jogos Olímpicos de Verão de 1932 na classe 8 Metre e conquistou a medalha de ouro na disputa a bordo do l'Aile VI com Donatien Bouché, Virginie Hériot, André Lesauvage, Jean Lesieur e Carl de la Sablière.